# Communauté d'agglomération de La Rochelle
La Communauté d'agglomération de La Rochelle est une communauté d'agglomération française, située dans le département de la Charente-Maritime et la région Nouvelle-Aquitaine. 
Formée autour de La Rochelle, elle est attenante à la communauté d'agglomération du Pays Rochefortais et forme avec celle-ci le bipôle La Rochelle-Rochefort.

## Historique
Créé en 1964, le syndicat intercommunal à vocation multiple (SIVOM) regroupait les 9 communes de La Rochelle, Aytré, Périgny, Saint-Rogatien, Puilboreau, Lagord, Châtelaillon-Plage, Angoulins et L'Houmeau afin de gérer en commun les transports, la gestion des déchets, le traitement des eaux usées et la production d'eau potable.
Le SIVOM se transforme en une communauté de ville (CdV) le 31 décembre 1992 et est rejoint par Nieul-sur-Mer, Saint-Xandre, La Jarne, Dompierre-sur-Mer, Salles-sur-Mer et Saint-Vivien l'année suivante. En 1997, Esnandes, Marsilly et Sainte-Soulle rejoignent la communauté de villes, qui compte alors 18 communes.
La loi du 16 décembre 2010 de réforme des collectivités territoriales à mène à transformer la communauté de villes en communauté d'agglomération, qui intervient le 24 décembre 1999 et  pousse à une réflexion sur l'élargissement de la Communauté d'agglomération. 
La CDA propose un schéma comprenant douze nouvelles communes (Charron, Villedoux, Vérines, Saint-Médard-d'Aunis, Bourgneuf, Montroy, Clavette,La Jarrie, Saint-Christophe, Croix-Chapeau, Thairé et Yves).
Au 1er janvier 2014, 10 nouvelles communes intégrèrent ainsi  la communauté d'agglomération de La Rochelle,. Il s'agit des 12 communes préalablement citées moins les communes de Charron et Villedoux intégrées dans la communauté de communes Aunis Atlantique.
| Avant l'extension | Après l'extension | Progression |
| ----------------- | ----------------- | ----------- |
| 18 communes       | 28 communes       | +56 %       |
| 205,71 km2        | 326,96 km2        | +59 %       |
| 145 912 habitants | 160 857 habitants | +10 %       |
| 64 693 actifs     | 72 353 actifs     | +12 %       |
| 72 318 emplois    | 74 213 emplois    | +3 %        |

## Territoire communautaire

### Géographie
Située au nord-ouest  du département de la Charente-Maritime, la communauté d'agglomération de La Rochelle regroupe 28 communes et présente une superficie de 327 km2.
Son territoire représente 3,00 % du département de la Charente-Maritime et regroupe 27,1 % des habitants du département selon les données INSEE pour 2022.
Communauté d'agglomération, cette intercommunalité regroupe des collectivités de taille importante : 19 de ses 28 communes ont plus de 2 000 habitants, parmi elles 10 dépassent les 5 000 habitants dont La Rochelle qui en compte à elle-seule près de 80 000 habitants.

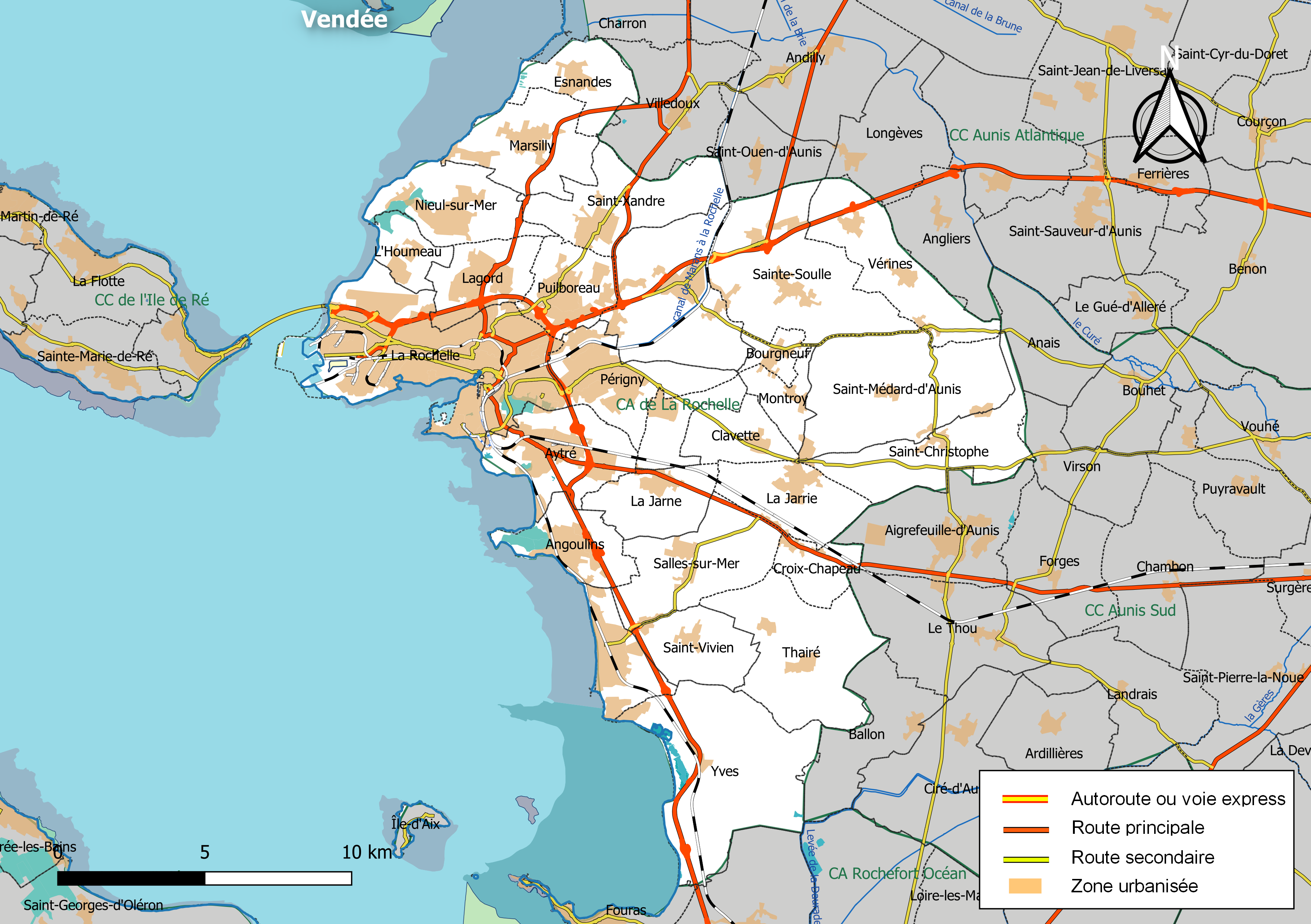
Carte de la communauté d'agglomération de La Rochelle au 1er janvier 2019.

### Composition

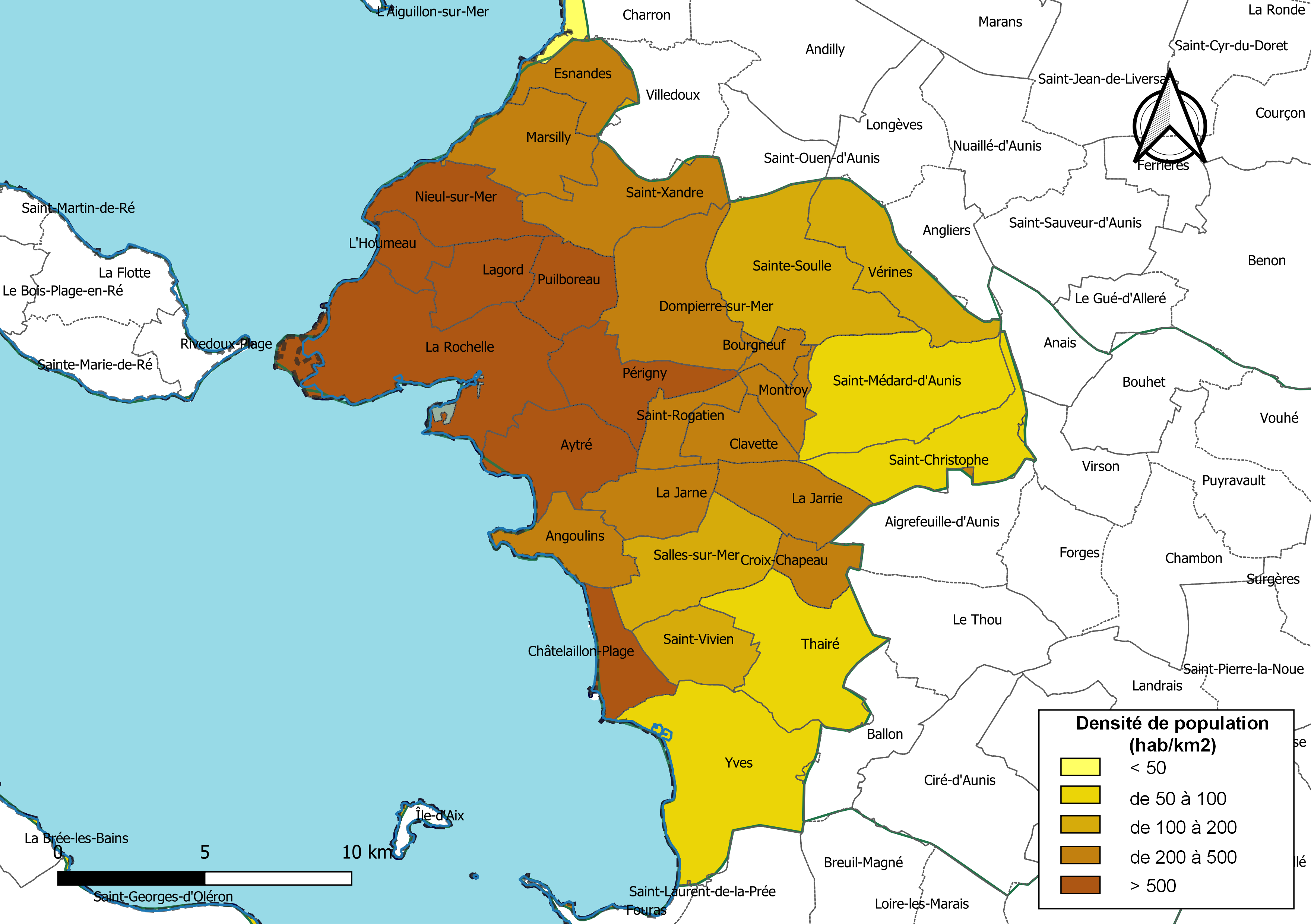
Carte des densités de population (millésimée 2016) des communes de la communauté d'agglomération de La Rochelle. Composition en communes au 1er janvier 2019.

Communauté d'Agglomération de La Rochelle depuis 2009 (en rouge) et communes annexées en 2014 (en rose)

En 2022, la communauté d'agglomération est composée des 28 communes suivantes :

| Nom                  | Code Insee | Gentilé                         | Superficie (km2) | Population (dernière pop. légale) | Densité (hab./km2) |
| -------------------- | ---------- | ------------------------------- | ---------------- | --------------------------------- | ------------------ |
| La Rochelle (siège)  | 17300      | Rochelais                       | 28,43            | 79 961 (2022)                     | 2 813              |
| Angoulins            | 17010      | Angoulinois                     | 7,86             | 4 147 (2022)                      | 528                |
| Aytré                | 17028      | Aytrésiens                      | 12,22            | 9 759 (2022)                      | 799                |
| Bourgneuf            | 17059      | Bourgnoviens                    | 2,68             | 1 441 (2022)                      | 538                |
| Châtelaillon-Plage   | 17094      | Châtelaillonnais                | 6,59             | 6 440 (2022)                      | 977                |
| Clavette             | 17109      | Clavettais                      | 6,29             | 1 423 (2022)                      | 226                |
| Croix-Chapeau        | 17136      | Cruci-Capétiens                 | 4,83             | 1 377 (2022)                      | 285                |
| Dompierre-sur-Mer    | 17142      | Dompierrois                     | 18,35            | 6 084 (2022)                      | 332                |
| Esnandes             | 17153      | Esnandais                       | 7,45             | 2 132 (2022)                      | 286                |
| L'Houmeau            | 17190      | L'Houméens                      | 4,22             | 2 953 (2022)                      | 700                |
| La Jarne             | 17193      | Jarnais                         | 8,42             | 2 591 (2022)                      | 308                |
| La Jarrie            | 17194      | Jarriens                        | 9,45             | 3 447 (2022)                      | 365                |
| Lagord               | 17200      | Lagordais                       | 8,04             | 7 594 (2022)                      | 945                |
| Marsilly             | 17222      | Marsellois                      | 11,91            | 3 185 (2022)                      | 267                |
| Montroy              | 17245      | Montroyens                      | 3,99             | 940 (2022)                        | 236                |
| Nieul-sur-Mer        | 17264      | Nieulais                        | 10,96            | 5 805 (2022)                      | 530                |
| Périgny              | 17274      | Pérignaciens                    | 10,78            | 8 802 (2022)                      | 817                |
| Puilboreau           | 17291      | Puilborains                     | 7,88             | 6 668 (2022)                      | 846                |
| Saint-Christophe     | 17315      | Christophois/Saint-Christophois | 13,64            | 1 405 (2022)                      | 103                |
| Saint-Médard-d'Aunis | 17373      | Saint-Medardains                | 22,53            | 2 367 (2022)                      | 105                |
| Saint-Rogatien       | 17391      | Rogatiens                       | 5,19             | 2 394 (2022)                      | 461                |
| Saint-Vivien         | 17413      | Vivianais                       | 8,27             | 1 411 (2022)                      | 171                |
| Saint-Xandre         | 17414      | Saint-Xandrais                  | 13,29            | 5 531 (2022)                      | 416                |
| Sainte-Soulle        | 17407      | Solinois                        | 21,82            | 5 016 (2022)                      | 230                |
| Salles-sur-Mer       | 17420      | Sallésiens                      | 14,03            | 2 427 (2022)                      | 173                |
| Thairé               | 17443      | Thairésiens                     | 18,74            | 1 874 (2022)                      | 100                |
| Vérines              | 17466      | Vérinois                        | 13,35            | 2 375 (2022)                      | 178                |
| Yves                 | 17483      | Yvéens                          | 25,75            | 1 508 (2022)                      | 59                 |

### Démographie
C'est la structure intercommunale la plus densément peuplée de la Charente-Maritime, sa densité de population est 8 fois supérieure à celle de la moyenne départementale.
- Évolution annuelle de la population entre 2015 et 2022 : 1,05% (Chte-Maritime : 0,64%)
- Évolution annuelle de la population entre 2013 et 2018 : 0,89% (Chte-Maritime : 0,42%)
- Évolution annuelle de la population entre 2008 et 2013 : 0,50% (Chte-Maritime : 0,70%)
- Évolution annuelle de la population (entre 1999 et 2007) : +0,56 % (Charente-Maritime : +1,09 %).
- Évolution annuelle de la population (entre 1990 et 1999)[9]: +1,19 % (+0,61 % pour le département).

| 1968    | 1975    | 1982    | 1990    | 1999    | 2010    | 2015    | 2021    | 2022    |
| ------- | ------- | ------- | ------- | ------- | ------- | ------- | ------- | ------- |
| 111 169 | 125 038 | 133 128 | 136 228 | 151 364 | 161 935 | 167 675 | 178 217 | 181 057 |

## Organisation

### Siège
Le siège de la communauté d'agglomération est situé à La Rochelle.

### Élus
La communauté d'agglomération  est administrée par son conseil communautaire, composé pour la mandature 2020-2026  de 82 conseillers communautaires représentant chacune des  communes membres et répartis en fonction de leur population.
| Nombre de conseillers | Communes                                                                 |
| --------------------- | ------------------------------------------------------------------------ |
| 33                    | La Rochelle                                                              |
| 4                     | Aytré, Périgny                                                           |
| 3                     | Châtelaillon-Plage, Dompierre-sur-Mer, Lagord, Nieul-sur-Mer, Puilboreau |
| 2                     | Angoulins, L'Houmeau, La Jarrie, Marsilly, Saint-Xandre, Sainte-Soulle   |
| 1 (+ 1 suppléant)     | les 14 autres communes                                                   |

Au terme des élections municipales de 2020, le conseil communautaire a réélu son président, Jean-François Fountaine, maire de La Rochelle, et désigné ses vice-présidents, qui sont : 
1. Antoine Grau, maire de Lagord, chargé de l'administration générale – budget – représentation du président – relations avec les communes – aménagement de l’espace et cohésion territoriale : SCOT, PLUI ;
2. Séverine Lacoste, conseillère municipale de La Rochelle, chargée de l'emploi, du PLIE et de la prévention de la délinquance ;
3. Roger Gervais, maire de Saint-Médard-d'Aunis, chargé de la stratégie foncière en milieu urbain, agricole et naturel, relations avec l’EPF et la SAFER Coordination des opérations d’aménagement communautaires - ZAD, Droit de préemption urbain, droit de priorité, droit de délaissement Zones d’activités – Voirie d’intérêt communautaire
4. Gérard Blanchard, conseiller municipal de La Rochelle, chargé de la mise en place et coordination des actions du projet La Rochelle Territoire Zéro Carbone – Développement durable ;
5. Alain Drapeau, maire de de Puilboreau, chargé  de la prévention, collecte et valorisation des déchets ;
6. Sylvie Guerry-Gazeau, maire de Clavette, chargée des coopérations internationales et projets européens, de la revitalisation des centres-bourgs et de l'égalité femmes-hommes ;
7. Vincent Coppolani, maire de La Jarne, chargé des équipements culturels d’intérêt communautaire : La Coursive, Médiathèque, Sirène, Espace de musiques actuelles - Conservatoire de musique et de danse - Projet de territoire : redéfinition, mise en place et suivi des travaux
8. Jean-Luc Algay, maire de L'Houmeau, chargé du développement économique ;
9. Bertrand Ayral, maire de Sainte-Soulle, chargé des transports et mobilités, liaisons cyclables et schéma directeur cyclable ;
10. Guillaume Krabal, maire de Dompierre-sur-Mer, chargé de l'eau potable, des eaux pluviales urbaines et de ruissellement, de la gestion des milieux aquatiques - carbone bleu (LRTZC) ;
11. Mathilde Roussel, conseillère municipale de La Rochelle, chargée du projet alimentaire de territoire et de l'agriculture péri-urbaine et circuits-courts alimentaires ;
12. Marylise Fleuret-Pagnoux, conseillère municipale de La Rochelle, chargée de l'équilibre social de l'habitat, de la politique de la ville ainsi que de l'urbanisme patrimonial et des sites patrimoniaux remarquables ;
13. Stéphane Villain, maire de Châtelaillon-Plage, chargé de la promotion du tourisme et de la gestion des espaces de congrès (Forum des Pertuis, Encan) ;
14. Marie Ligonniere, maire de Périgny , chargée des actions de démocratie participative notamment liées au projet La Rochelle Territoire Zéro Carbone – Opérations d’aménagement communautaire sur la ville de La Rochelle - Conseil de développement.

### Liste des présidents
| Période                                  | Période                    | Identité                | Étiquette | Qualité |
| ---------------------------------------- | -------------------------- | ----------------------- | --------- | --- |
| Les données manquantes sont à compléter. |                            |                         |           | |
| 2001                                     | avril 2014                 | Maxime Bono             | PS        | Inspecteur des impôts Maire de La Rochelle (1999 → 2014) Député de la Charente-Maritime (1re circ) (1999 → 2012) Président du conseil national de la mer et des littoraux (2013 → ? ) |
| avril 2014                               | En cours (au 16 juin 2022) | Jean-François Fountaine | DVG       | Chef d'entreprise, ancien sportif de haut niveau Maire de La Rochelle (2014 → 2025) Réélu pour le mandat 2020-2026                                                                    |

### Compétences
La communauté d'agglomération exerce les compétences qui lui ont été trabsférées par les communes membres, dans des conditions déterminées par le code général des collectivités territoriales. Aux termes de ses statuts, il s'agit de : 
- Développement économique : Actions de développement économique, zones d'activité, politique locale du commerce et soutien aux activités commerciales d'intérêt communautaire, promotion du tourisme, dont la création d'offices de tourisme, espaces congrès Espace Encan et Forum des Pertuis,  port maritime de pêche de Chef de Baie, promotion et développement de l'emploi et de l'insertion professionnelle, bâtiments communautaires du site de Bel Air, subventions aux actions d'insertion professionnelle et participation aux actions publiques en faveur de l'emploi, compensations tarifaires du réseau des transports publics urbains pour les personnes en chômage et recherche d'emploi ;
- Aménagement de l'espace : Schéma de cohérence territoriale (SCoT), plan local d'urbanisme (PLU),  carte communale,  et autres documents d'urbanisme, contribution technique aux études et documents de planification et projets territoriaux, opérations d'aménagement d'intérêt communautaire, organisation de la mobilité, abris voyageurs affectés au service public de transports urbains, droit de préemption urbain (DPU), réserves foncières, instruction des autorisations d'occupation du sol, taxe d'aménagement
- Équilibre social de l'habitat : programme local de l'habitat (PLH), politique du logement d'intérêt communautaire, actions et financement  du logement social d'intérêt communautaire, réserves foncières pour la mise en œuvre de cette politique publique, actions en faveur du logement des personnes défavorisées, amélioration du parc immobilier bâti d'intérêt communautaire ;
- Politique de la ville : diagnostic du territoire et définition des orientations du contrat de ville, dispositifs contractuels de développement urbain, de développement local et d'insertion économique et sociale, ainsi que des dispositifs locaux de prévention de la délinquance, programmes d'actions définis dans le cadre du contrat de ville ;
- Gestion des milieux aquatiques et prévention des inondations (GEMAPI) ;
- Aires d'accueil des Gens du voyage ;
- Collecte et traitement des déchets des ménages et déchets assimilés ;
- Eau potable, assainissement des eaux usés, gestion des eaux pluviales urbaines, maitrise des eaux pluviales et de ruissellement (schéma directeur de gestion des eaux pluviales et de ruissellement, réalisation et gestion d'axes d'écoulement, d'ouvrages de stockage, de régulation et de traitement des eaux à l'amont des zones urbaines, ainsi que des axes d'écoulement entre ces différents ouvrages, les zones urbaines et le milieu récepteur) ;
- Voirie et parcs de stationnement reconnus d'intérêt communautaire, élaboration et réalisation des axes structurants prévus par le schéma directeur des liaisons non motorisées, participation au financement des pistes cyclables réalisées par les communes dans le cadre du schéma directeur des liaisons non motorisées) ;
- Environnement et cadre de vie : lutte contre la pollution de l'air et les nuisances sonores, soutien aux actions de maîtrise de la demande d'énergie, actions d'intérêt communautaire en matière d'environnement et de politique du cadre de vie, réseau de distribution de chaleur issue de l'unité de valorisation énergétique de Chef de Baie et de ses équipements annexes de production ;
- Équipements culturels et sportifs reconnus d'intérêt communautaire, gestion du Médiabus, réseau des bibliothèques communales (réseau professionnel de communications informatisées, en relation avec la Médiathèque, participation financière à la promotion de la lecture publique), réseau des écoles de musique et de danse communales associées d'intérêt communautaire, subventions aux associations culturelles conduisant des actions d'intérêt communautaire ;
- Enseignement : Participation conventionnelle aux dépenses départementales pour les collèges et aux dépenses liées à l'implantation et au développement de l'enseignement supérieur ;
- NTIC : Subventions d'investissement pour des projets d'infrastructures de Télécommunications dans le cadre de conventions, desserte du territoire communautaire en télécommunication, actions d'animation et de promotion des technologies de l'information et de la communication d'intérêt communautaire
- Relations internationales : valorisation de la communauté d'agglomération et actions de coopération décentralisée ;
- Hygiène et sécurité incendie : participation au contingent d'incendie, participation financière aux refuges d'animaux à usage de fourrière, fourrières pour l'accueil des chiens dangereux
- Médecine du travail aux profit des personnels des communes membres, fonds de concours pour les équipements communaux structurants dont l'utilité dépasse manifestement l'intérêt communal.

### Régime fiscal et budget
La communauté d'agglomération est un établissement public de coopération intercommunale à fiscalité propre.
Afin de financer l'exercice de ses compétences, l'intercommunalité perçoit, comme toutes les communautés d'agglomération, la fiscalité professionnelle unique (FPU) – qui a succédé à la taxe professionnelle unique (TPU) – et assure une péréquation de ressources.
Elle collecte également la taxe d'enlèvement des ordures ménagères (TEOM), qui finance ce service public, et reverse une dotation de solidarité communautaire (DSC) à ses communes membres.

## Projets et réalisations
Conformément aux dispositions légales, une communauté d'agglomération a pour objet d'associer « au sein d'un espace de solidarité, en vue d'élaborer et conduire ensemble un projet commun de développement urbain et d'aménagement de leur territoire ».

### Procédures et dispositifs contractuels
La communauté d'agglomération met en œuvre son projet de territoire au travers : 
- un Contrat d'agglomération signé entre la communauté d'agglomération, l'État et le Département en juin 2005.
- un Contrat de territoire Urbain (2004-2006) adopté par la commission permanente du conseil régional le 09/07/04.
- la Communauté d'agglomération accompagne les communes dans l'élaboration de leurs plans locaux d'urbanisme.
- la Communauté d'agglomération de La Rochelle s'est dotée en 2011 d'un schéma de cohérence territoriale (SCOT) qui pose le principe d'une consommation limitée des espaces agricoles et naturels, afin de lutter en particulier contre l'étalement urbain dans l'agglomération.
- un Contrat de Ville (2000-2006) a été signé le 26/01/2000 sur le territoire de la Communauté d'agglomération, conclu entre celles-ci, l'État, le Conseil régional Poitou-Charentes, le conseil général de la Charente-Maritime, la CAF (caisse d'allocations familiales), le FASILD (fonds d'action sociale et de soutien pour l'intégration et la lutte contre les discriminations) et la CDC (caisse des dépôts et consignations) et un collectif d'organismes HLM de l'agglomération de La Rochelle.

Les quartiers concernés sont: Résidence Pierre loti (Résidence Karine en ZUS) sur la commune d'Aytré; Mireuil, Laleu, La Pallice, La Rossignolette (ZUS et ZRU) et Villeneuve-les-Salines (ZUS et ZRU) à La Rochelle.

### Mobilité
La communauté d'agglomération de La Rochelle est l’autorité organisatrice de la mobilité sur son territoire. À ce titre, elle décide de l’organisation et du financement  du réseau des transports en commun de La Rochelle exploité sous le nom de Yélo, et dont elle a délégué le fonctionnement à la  RTCR, une entreprise publique et Transdev (Ocecars et Proxiway), une entreprise privée.
Yelo assure également le fonctionnement du service Libre service Vélo, des parcs relais et, à La Rochelle, du service de voiture électriques en autopartage Yélomobile.